# برتا پاپنهایم
برتا پاپنهایم (27 فوریه 1859 - 28 مه 1936) یک فمینیست یهودی - اتریشی ، پیشگام اجتماعی و بنیانگذار انجمن زنان یهودی ( Jüdischer Frauenbund ) بود. با نام مستعار Anna O. ، او همچنین یکی از بهترین بیماران یوزف بروئر که مستند نگاری شده است که دلیل آن نوشتن فروید در مورد بروئر است.